# Traveleri
Traveleri su bili hrvatska umjetnička skupina. Poslije su ih nazivali imenom Mladi zenitisti. Oni su sami sebe poslije nazivali imenom Grupa idiota.
Osnovana je 1922. godine.
Činila ju je skupina zagrebačkih gimnazijalaca. Ime dolazi od eng. riječi travelers. Djelovala je početkom 1920-ih. Članovi su bili slikar Josip Seissel (zenitistički pseudonim: Jo Klek), Dragutin Herjanić, Vlado Pilar, Zvonimir Megler, Miha Schön, Dušan Plavšić ml., Čedomil Plavšić (predsjednik), Miloš Somborski i Višnja Kranjčević.
Poznate su njihove dadaističke geste provokacije (prema Susovskom) kad su na zagrebačkim ulicama skidanjem šešira pozdravljali konje, a ne kočijaše, ili nosili su naočale bez stakala. 
Traveleri su sastavili manifest, brojne kolaže, dramski predložak, filmski scenariji ("Glave u vrećama"), pisali pjesme, a članovi su ostavili bogatu desetogodišnju međusobnu korespondenciju.
Organizirali su neobične sastanke i druženja po privatnim stanovima, gdje su pozirali za zajedničke fotografije u duhovitim kostimima. Mjesto sastajanja bila je kućica u vrtu vile bankara Dušana Plavšića na Rokovu perivoju 9, inače osobe koje je najviše financirala hrvatsku modernu.
Izvodili su kazališne predstave koje se može karakterizirati kao zenitističke. Primjer je predstava I oni će doći izvedena u gombaoni Prve realne gimnazije u Zagrebu 16. prosinca 1922. godine.